# إيري سفلي
إيري سفلي هي قرية في مقاطعة جلفا، إيران. عدد سكان هذه القرية هو 1,616 في سنة 2006.